# ポポー属
ポポー属（ポポーぞく、学名: Asimina）は、バンレイシ科に属する属の1つである。バンレイシ科の中では例外的に温帯域に生育し低温耐性が高く、北米の五大湖周辺からフロリダ州、テキサス州にかけて分布する。落葉低木から高木であり、花は3-4枚ずつの萼片、外花弁、内花弁をもつ。果実は液果であり、ポポー（A. triloba）の果実は食用とされるが、日持ちしない。日本でも食用としてわずかに流通しており、また庭木として栽培されることがある。

## 特徴
落葉性の低木から高木（下図1a, b）。直根性。樹皮は薄く、皮目は小さく散在する。芽は裸芽。葉は互生し、葉身は紙質または革質、無毛または毛がある。
花は葉腋に単生または数個が束生、放射相称、うつむいてまたは直立して咲く（下図1c–e）。小苞ありまたはなし。花托は突出する。萼片は3–4枚、ほぼ離生、早落性、芽内形態は敷石状（下図1c）。花弁は2輪につき、それぞれ3–4枚、芽内形態は瓦重ね状、外花弁の方が大きい（下図1c–e）。花弁の向軸面基部にふつう蜜腺がある。雄しべは短円柱状、多数が集まって球状の塊になる（下図1e）。雌しべは離生、2–8(–12)個、無柄または有柄（下図1e）。胚珠は数個が2列にならぶ。
果実は液果（単漿果）、楕円形、ふつう1花から3-5個が形成され、発達した花托（果托）から生じている（下図1f–h）。種子は3個から多数、やや扁平、種皮は硬い。
染色体基本数は x = 9。

## 分布
ポポー属は、バンレイシ科としては例外的に亜熱帯から温帯域に生育しており、北米東部の五大湖周辺からフロリダ州、テキサス州にかけて分布する。

## 分類
ポポー属（Asimina）は、バンレイシ科、バンレイシ亜科、バンレイシ連に分類される。ポポーなど十数種（雑種を含む）が知られている（下表）。
| ポポー属の分類体系の一例 ポポー属（アシミナ属） Asimina Adans., 1763 - Asimina angustifolia Raf., 1840（英名: slimleaf pawpaw）（下図2a, b） - = Asimina angustifolia A.Gray, 1886 nom. illeg.; Asimina longifolia Kral, 1960; Asimina longifolia var. spatulata Kral, 1960; Asimina spatulata (Kral) D.B.Ward, 2001; Pityothamnus angustifolius Small, 1933 - 分布: 米国（ジョージア州、アラバマ州、フロリダ州）。 - Asimina × bethanyensis DeLaney, 2010 - A. manasota と A. reticulata の雑種。分布: 米国（フロリダ州）。 - Asimina × colorata DeLaney, 2010 - A. obovata と A. pygmaea の雑種。分布: 米国（フロリダ州）。 - Asimina incana (W.Bartram) Exell, 1927（英名: woolly pawpaw, flag pawpaw） - = Annona incana W.Bartram, 1794; Pityothamnus incanus (W.Bartram) Small, 1933; Annona grandiflora W.Bartram, 1791 nom. illeg.; Asimina cuneata Shuttlew. ex Chapm., 1860; Asimina grandiflora (Michx.) Dunal, 1817; Asimina speciosa Nash, 1896; Orchidocarpum grandiflorum Michx., 1803; Porcelia grandiflora (Michx.) Pers., 1806 - 分布: 米国（ジョージア州、フロリダ州）。 - Asimina × kralii DeLaney, 2010 - A. incana と A. pygmaea の雑種。分布: 米国（フロリダ州）。 - Asimina manasota DeLaney, 2010 - 分布: 米国（フロリダ州）。 - Asimina × nashii Kral, 1960（英名: Nash's pawpaw） - 分布: 米国（フロリダ州）。 - Asimina × oboreticulata DeLaney, 2010 - A. obovata と A. reticulata の雑種。分布: 米国（フロリダ州）。 - Asimina obovata (Willd.) Nash, 1896（英名: bigflower pawpaw, flag pawpaw）（下図4c） - = Annona obovata Nash, 1799; Pityothamnus obovatus (Willd.) Small, 1933; Uvaria obovata (Willd.) Torr. & A.Gray, 1838 - 分布: 米国（フロリダ州）。 - Asimina parviflora (Michx.) Dunal, 1817（英名: smallflower pawpaw, dwarf pawpaw）（下図4d） - = Orchidocarpum parviflorum Michx., 1803; Porcelia parviflora (Michx.) Pers., 1806; Uvaria parviflora (Michx.) Torr. & A.Gray, 1838 nom. illeg. - 分布: 米国（バージニア州からテキサス州）。 - Asimina × peninsularis DeLaney, 2010 - A. parviflora と A. reticulata の雑種。分布: 米国（フロリダ州）。 - Asimina × piedmontana C.N.Horn, 2016 - A. parviflora と A. triloba の雑種。分布: 米国（サウスカロライナ州、アラバマ州）。 - Asimina pygmaea (W.Bartram) Dunal, 1817（英名: dwarf pawpaw）（下図4e） - = Annona pygmaea W.Bartram, 1791; Orchidocarpum pygmaeum (W.Bartram) Michx., 1803; Pityothamnus pygmaeus (W.Bartram) Small, 1933; Porcelia pygmaea (W.Bartram) Pers., 1806; Unona pygmaea (W.Bartram) Walp., 1842; Uvaria pygmaea (W.Bartram) Torr. & A.Gray, 1838; Asimina secundiflora Shuttlew. ex Chapm., 1860 - 分布: 米国（ジョージア州、フロリダ州）。 - Asimina reticulata Shuttlew. ex Chapm., 1860（英名: netted pawpaw, flag pawpaw）（下図4e） - = Pityothamnus reticulatus (Shuttlew. ex Chapm.) Small, 1933 - 分布: 米国（フロリダ州）。 - Asimina tetramera Small, 1926（英名: fourpetal pawpaw）（下図4f） - = Pityothamnus tetramerus (Small) Small, 1933 - 分布: 米国（フロリダ州）。 - ポポー Asimina triloba (L.) Dunal, 1817（英名: pawpaw, common pawpaw） - = Annona triloba L., 1753; Porcelia triloba (L.) Pers., 1806; Uvaria triloba (L.) Torr. & A.Gray, 1838; Annona pendula Salisb., 1796; Asimina campaniflora Spach, 1838; Asimina conoidea Spach, 1838; Asimina glabra K.Koch, 1869; Asimina virginiana Poit. & Turpin, 1873; Orchidocarpum arietinum Michx., 1803; Uvaria conoidea (Spach) Lem., 1852 - 分布: 五大湖周辺からフロリダ州、テキサス州。 2a. Asimina angustifolia2b. A. angustifolia (A. longifolia)2c. A. obovata2d. A. parviflora2e. A. pygmaea2f. A. tetramera |